# Ragini Khanna
Pour les articles homonymes, voir Khanna.
 (avril 2024).
Si vous disposez d'ouvrages ou d'articles de référence ou si vous connaissez des sites web de qualité traitant du thème abordé ici, merci de compléter l'article en donnant les références utiles à sa vérifiabilité et en les liant à la section « Notes et références ».
 (avril 2024).
La mise en forme du texte ne suit pas les recommandations de Wikipédia : il faut le « wikifier ».
Les points d'amélioration suivants sont les cas les plus fréquents. Le détail des points à revoir est peut-être précisé sur la page de discussion.
- Les titres sont pré-formatés par le logiciel. Ils ne sont ni en capitales, ni en gras.
- Le texte ne doit pas être écrit en capitales (les noms de famille non plus), ni en gras, ni en italique, ni en « petit »…
- Le gras n'est utilisé que pour surligner le titre de l'article dans l'introduction, une seule fois.
- L'italique est rarement utilisé : mots en langue étrangère, titres d'œuvres, noms de bateaux, etc.
- Les citations ne sont pas en italique mais en corps de texte normal. Elles sont entourées par des guillemets français : « et ».
- Les listes à puces sont à éviter, des paragraphes rédigés étant largement préférés. Les tableaux sont à réserver à la présentation de données structurées (résultats, etc.).
- Les appels de note de bas de page (petits chiffres en exposant, introduits par l'outil «  Source ») sont à placer entre la fin de phrase et le point final[comme ça].
- Les liens internes (vers d'autres articles de Wikipédia) sont à choisir avec parcimonie. Créez des liens vers des articles approfondissant le sujet. Les termes génériques sans rapport avec le sujet sont à éviter, ainsi que les répétitions de liens vers un même terme.
- Les liens externes sont à placer uniquement dans une section « Liens externes », à la fin de l'article. Ces liens sont à choisir avec parcimonie suivant les règles définies. Si un lien sert de source à l'article, son insertion dans le texte est à faire par les notes de bas de page.
- La présentation des références doit suivre les conventions bibliographiques. Il est recommandé d'utiliser les modèles {{Ouvrage}}, {{Chapitre}}, {{Article}}, {{Lien web}} et/ou {{Bibliographie}}. Le mode d'édition visuel peut mettre en forme automatiquement les références.
- Insérer une infobox (cadre d'informations à droite) n'est pas obligatoire pour parachever la mise en page.

Pour une aide détaillée, merci de consulter Aide:Wikification.
Si vous pensez que ces points ont été résolus, vous pouvez retirer ce bandeau et améliorer la mise en forme d'un autre article.
 (avril 2024).
Ragini Khanna, née le 9 décembre 1987, est une actrice indienne de cinéma et de télévision, mannequin, comédienne, chanteuse et animatrice de télévision. Elle a présenté diverses émissions de télé-réalité, telles que India's Best Dramebaaz (2013) et Gangs of Haseepur (2014). Elle est surtout connue pour son rôle de Bharti dans Bhaskar Bharti et de Suhana Kashyap dans Sasural Genda Phool. Elle a été candidate dans Jhalak Dikhhla Jaa 4 en 2010. Elle a également joué dans Comedy Nights with Kapil, interprétant de nombreux personnages.

## Biographie
Les parents de Khanna sont Praveen Khanna (mort en 2015) et Kamini Khanna. Elle est le deuxième enfant de ses parents. Son frère aîné Amit Khanna est également acteur qui a joué dans des séries telles que Yeh Dil Chahe More. Sa mère, Kaamini Khanna, est écrivaine, directrice musicale, chanteuse, présentatrice et fondatrice de 'Beauty with Astrology'. Elle est la petite-fille de la chanteuse classique Nirmala Devi et de l'acteur populaire des années 1940, Arun Kumar Ahuja. Elle est également la nièce de l'acteur indien Govinda et la cousine de Krushna Abhishek (acteur, humoriste), Arti Singh (actrice de télévision) et Soumya Seth (actrice de télévision).

## Carrière
Khanna fait ses débuts d'actrice dans le feuilleton quotidien Radhaa Ki Betiyaan Kuch Kar Dikhayengi sur NDTV Imagine, dans le rôle de Ragini Sharma. En 2009, elle a joué dans le spectacle comique Bhaskar Bharti de Sony TV. Elle est également apparue comme invitée dans un épisode de 10 Ka Dum, où elle a remporté un montant de 1 000 000 de roupies. Elle a fait don de cette somme à des œuvres de charité. Elle a également été invitée dans l'émission de télé-réalité de Imagine TV Big Money: Chota Parda Bada Game.
En mars 2010, Khanna apparaît dans l'émission de Star Plus intitulée Sasural Genda Phool. Elle y jouait le rôle principal de Suhana Kashyap, une femme arrogante au bon de cœur, qui épouse un homme provenant d'une famille de classe moyenne. L'émission s'est terminée le 21 avril 2012. Sa prestation en tant que Suhana lui a valu plusieurs récompenses, dont celle de l'actrice de télévision la plus divertissante aux BIG Star Entertainment Awards. Elle est également apparue dans un épisode spécial de Kaun Banega Crorepati 4.

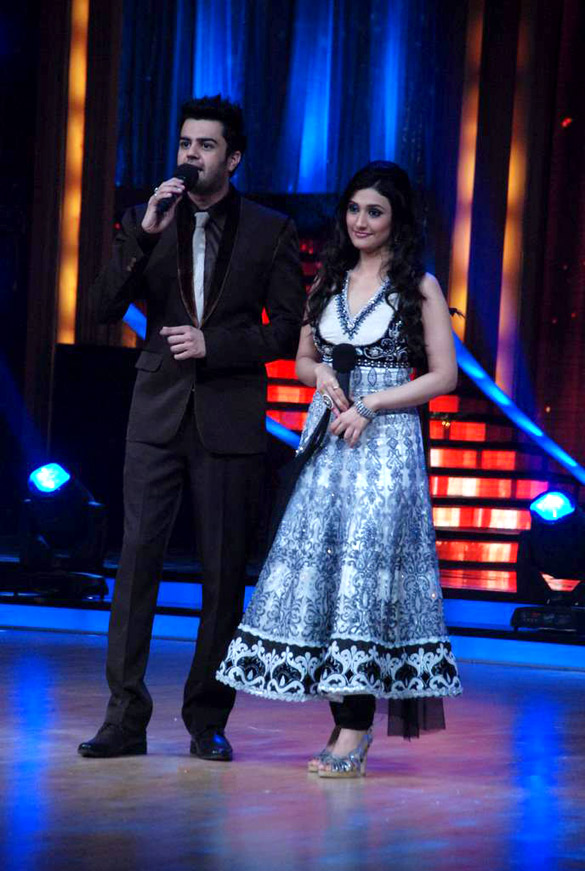
Khanna avec Manish Paul sur les plateaux de tournage de Jhalak Dikhhlaa Jaa 5.

En décembre 2010, Khanna participe à la 4e saison de Jhalak Dikhhla Jaa et est éliminée à la 9e position le 14 février 2011. En 2011, elle participe également à une émission de télé-réalité de chant pour célébrités intitulée Star Ya Rockstar sur Zee TV. Le prochain projet de Khanna est la 5e saison de Jhalak Dikhhla Jaa où elle a tenu le rôle d'animatrice. Elle a également fait une apparition spéciale dans la série de Life OK Main Lakshmi Tere Aangan Ki. En janvier 2013, elle a été vue dans l'émission culinaire de Life OK, Welcome - Baazi Mehmaan-Nawaazi ki. Elle est aussi apparue dans Comedy Nights with Kapil et Comedy Nights Live". En 2016, Khanna anime une émission sur ABP News appelée Good Morning with Ragini Khanna.

### Films
En 2011, Khanna fait ses débuts dans le cinéma hindi avec le film comique Teen They Bhai de Rakeysh Omprakash Mehra. En 2013, elle joue dans un film punjabi, Bhaji in Problem, qui est un succès au box-office. Khanna a joué aux côtés de Nawazuddin Siddiqui dans le film comique Ghoomketu de Pushpendra Mishra, qui a été diffusé sur la plateforme ZEE5 le 22 mai 2020, au lieu d'une sortie en salle, en raison de la pandémie de COVID-19 en Inde.

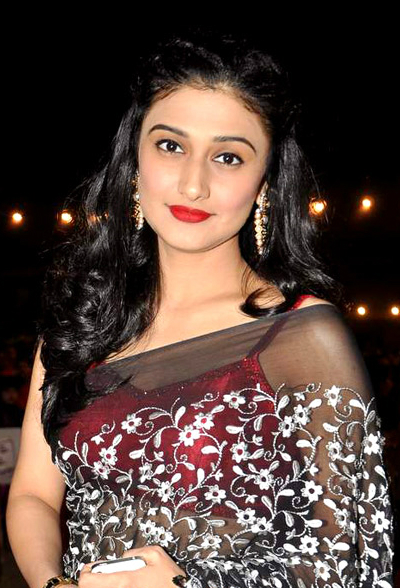
Khanna lors d'un événement en 2013

## Autres oeuvres et apparitions

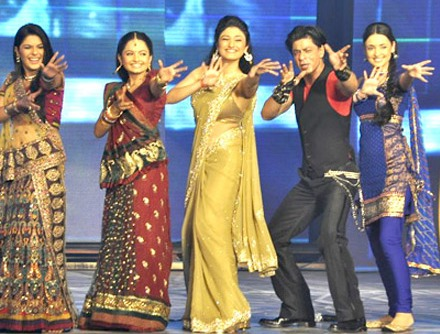
Khanna lors du lancement musical de Ra. One (2011) avec Shah Rukh Khan, Pooja Gaur, Giaa Manek et Sanaya Irani.

En 2010, Khanna a animé "Diwali Dilo Ki", un événement de célébration de Diwali par Star Plus. En 2011, elle a animé le lancement de la musique de  Ra.One, un film de science-fiction de Bollywood avec Shah Rukh Khan et Kareena Kapoor. Elle a par la suite animé un autre volet des événements de célébration de Diwali de Star Plus de l'année 2011. L'événement était intitulé "Diwali Rishton Ki Mithas" et Khanna a présenté diverses parties de cet événement. Elle est également apparue dans la vidéo promotionnelle de "Ruk Jana Nahi" (une autre série de Star Plus) aux côtés des actrices de Star Plus Deepika Singh, Nia Sharma et Pooja Gaur.

### Travail avec des marques
Khanna est l'ambassadrice de la marque 'Beauty with Astrology' qui est une organisation scientifique fondée par sa mère, Kamini Khanna. Elles ont également lancé une émission de radio matinale sur la spirituaité et le bien-être intitulée 'Seher' sur 92.7 BIG FM, avec Khanna comme ambassadrice de la marque. En 2010, elle a été recrutée comme juge pour la campagne de consommateurs de Frito-Lay Inde intitulée "Kurkure Spend Time with Family".
Khanna a aussi défilé sur le podium lors de la Lakme Fashion Week, de l'IIJW et pour divers autres designers. Elle a également été ambassadrice pour la campagne "Mix n Drink" lancée par Catch Foods en 2011. En 2013, Khanna a participé à la campagne d'activation "My Roohafza Story" lancée par la division Hamdard.